# Kierszek
Kierszek – wieś sołecka w Polsce położona w województwie mazowieckim, w powiecie piaseczyńskim, w gminie Konstancin-Jeziorna. Leży  na południowym skraju Lasu Kabackiego.
| SIMC    | Nazwa              | Rodzaj    |
| ------- | ------------------ | --------- |
| 0003889 | Kierszek pod Lasem | część wsi |

Wieś szlachecka Kiersek położona była w 1580 roku w powiecie warszawskim ziemi warszawskiej województwa mazowieckiego. W latach 1975–1998 miejscowość administracyjnie należała do województwa warszawskiego.
W Kierszku, a dokładniej w części wsi zwanej Kierszek pod Lasem, znajdują się założone w latach 70. XX wieku ogrody działkowe „Kabaty”.

Ogrody działkowe w Kierszku
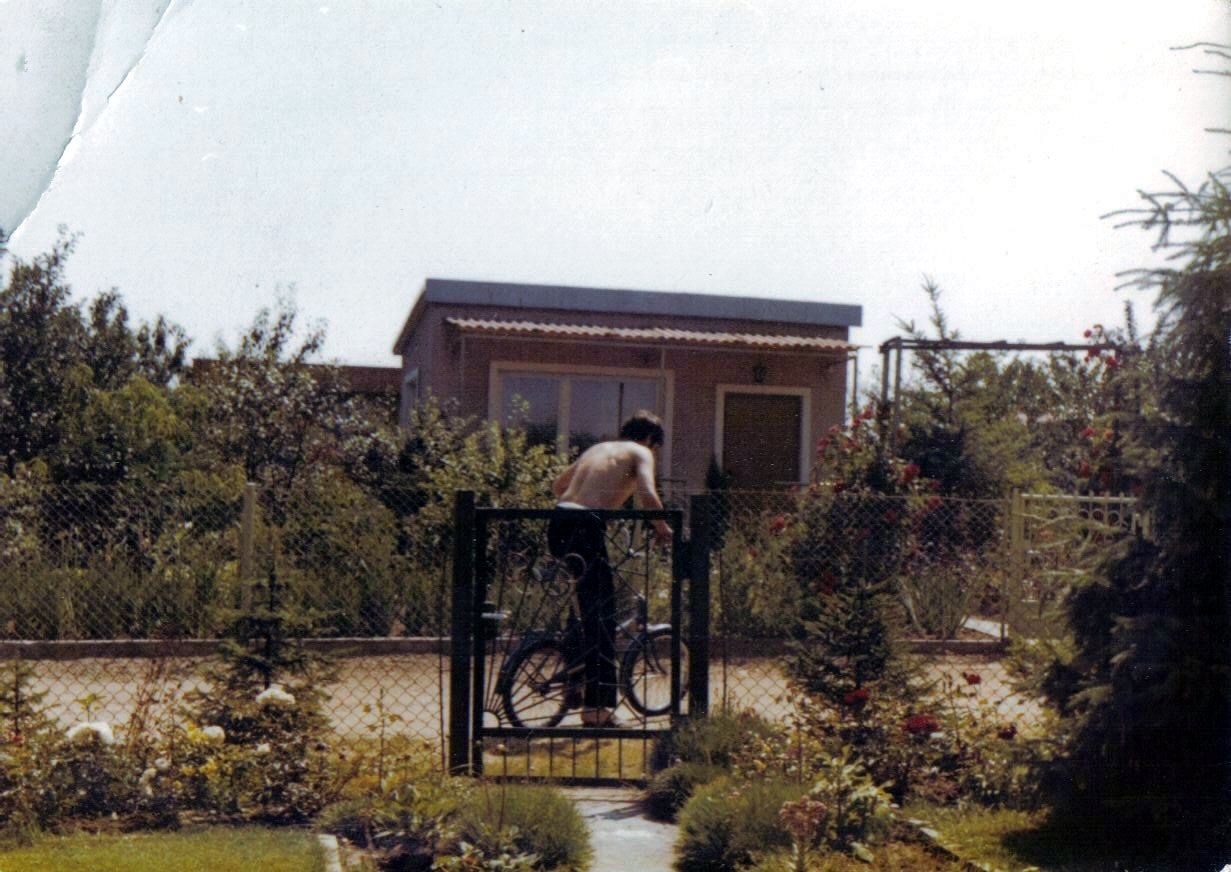
Rok 1981
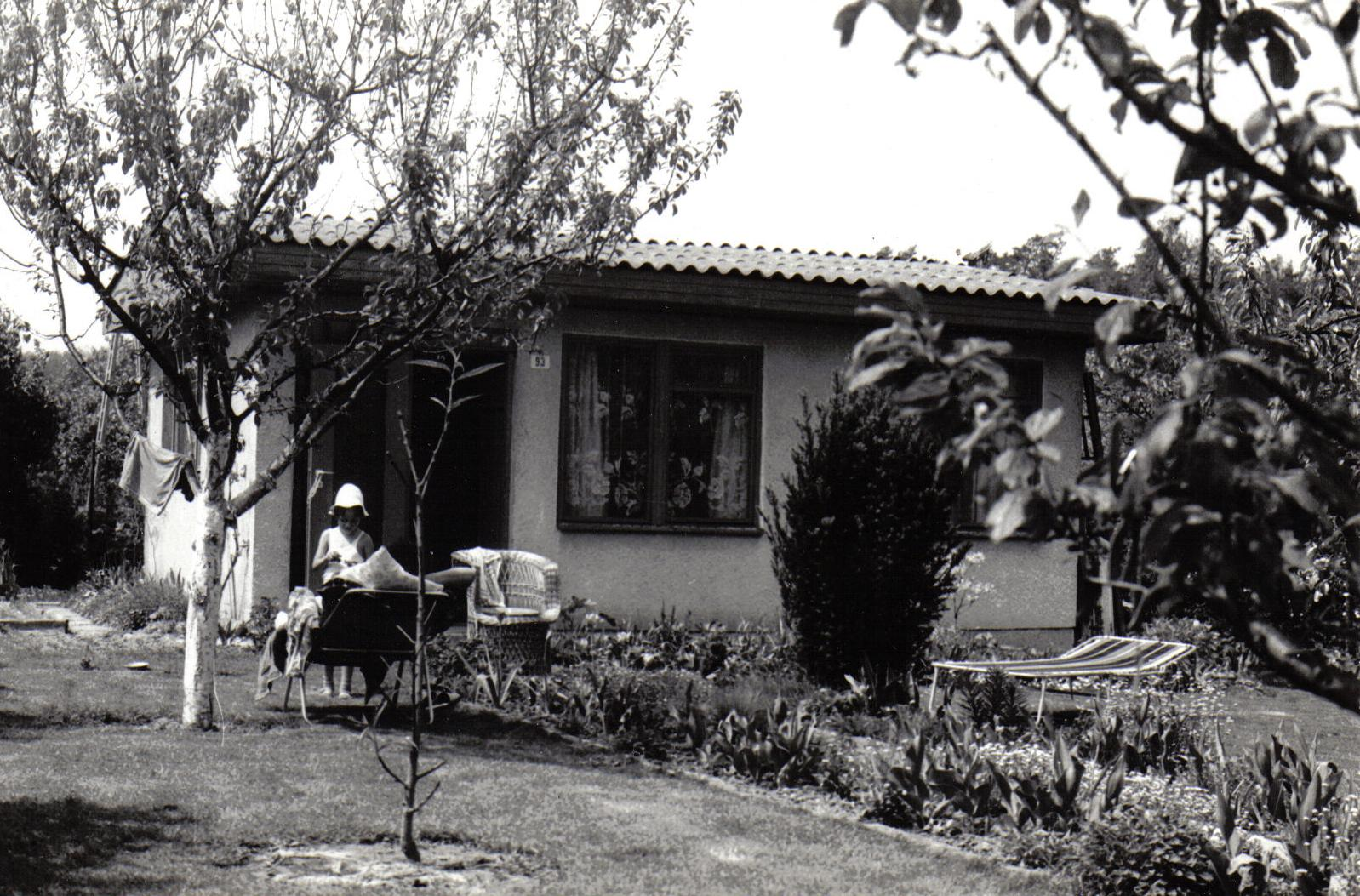
Rok 1985
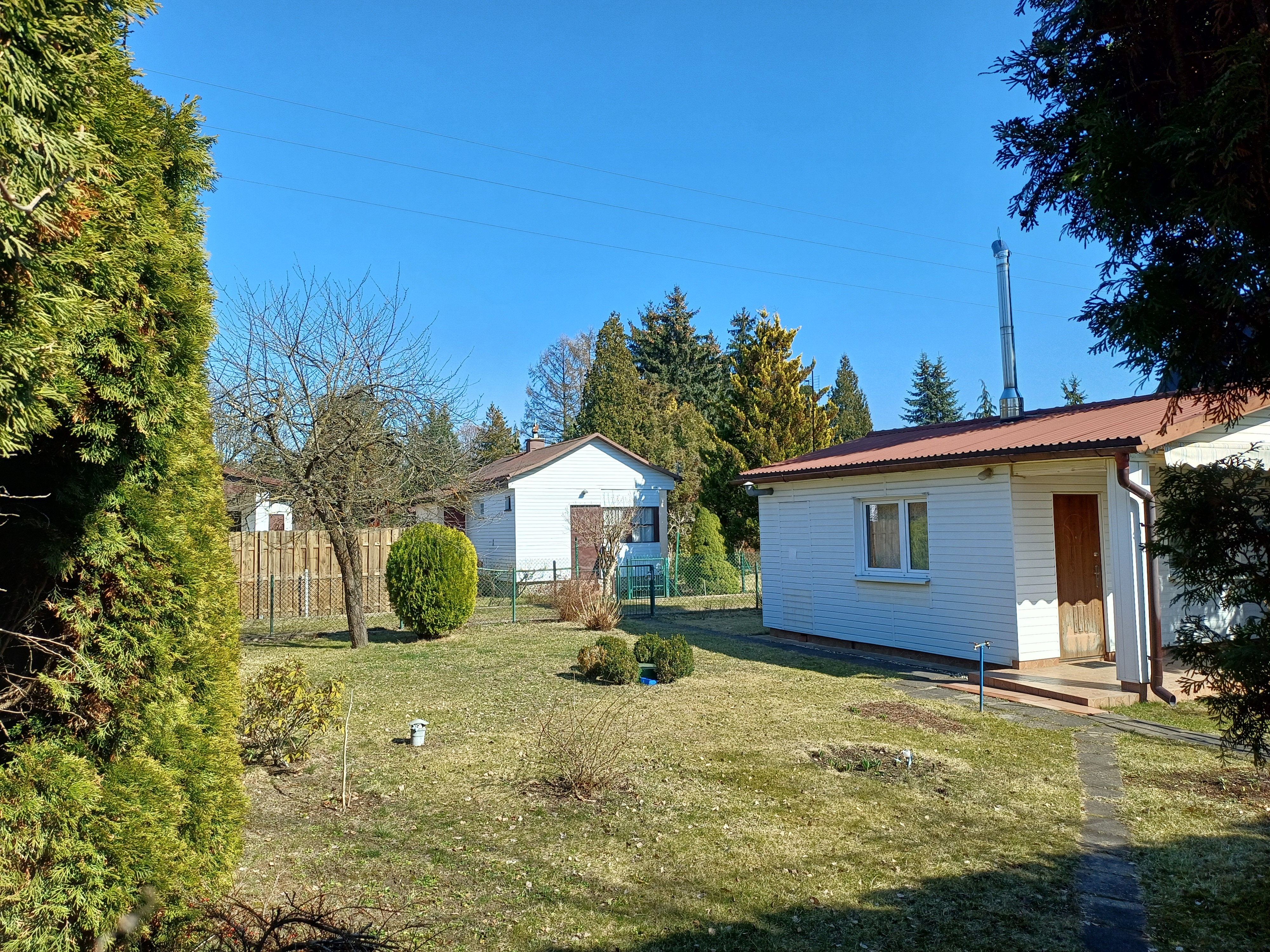
Rok 2025